# João Pedro (handebolista)
João Pedro Francisco da Silva, mais conhecido como João Pedro (Nova Iguaçu, 29 de janeiro de 1994) é um handebolista brasileiro, que joga como central no Sport Lisboa e Benfica 

## Trajetória desportiva
Começou a jogar handebol em 2005, por incentivo dos familiares. Comecçou na escola e, aos 15 anos, foi para São Paulo e passou a levar o esporte a sério.
Foi vice-campeão pan-americano juvenil em 2011, campeão brasileiro em 2012, campeão pan-americano júnior em 2013 e campeão pan-americano em 2016 em Buenos Aires.
Jogou pelo Club Balonmano Ademar León na Espanha e Chambéry Savoie Handball na França.
João Pedro fez parte da seleção brasileira na Rio 2016.